# Station 's-Gravenpolder-'s-Heer Abtskerke
 's Gravenpolder-'s-Heer Abtskerke was een halte aan de tramlijn Goes - Hoedekenskerke - Borsselen (nu gespeld als Borssele) - Goes van de voormalige Spoorweg-Maatschappij Zuid-Beveland gelegen tussen 's-Gravenpolder en 's-Heer Abtskerke in de provincie Zeeland.
Het stationsgebouw en de goederenloods, beide uit 1926, bestaan nog steeds, het zijn rijksmonumenten. Het station ligt aan de museumspoorlijn van de Stoomtrein Goes-Borsele (SGB).